# Douglaseekhoorn
De douglaseekhoorn (Tamiasciurus douglasii)  is een zoogdier uit de familie van de eekhoorns (Sciuridae). De wetenschappelijke naam van de soort werd voor het eerst geldig gepubliceerd door Bachman in 1839.

## Voorkomen
De soort komt voor in de Pacific Northwest van Noord-Amerika.